# 순나

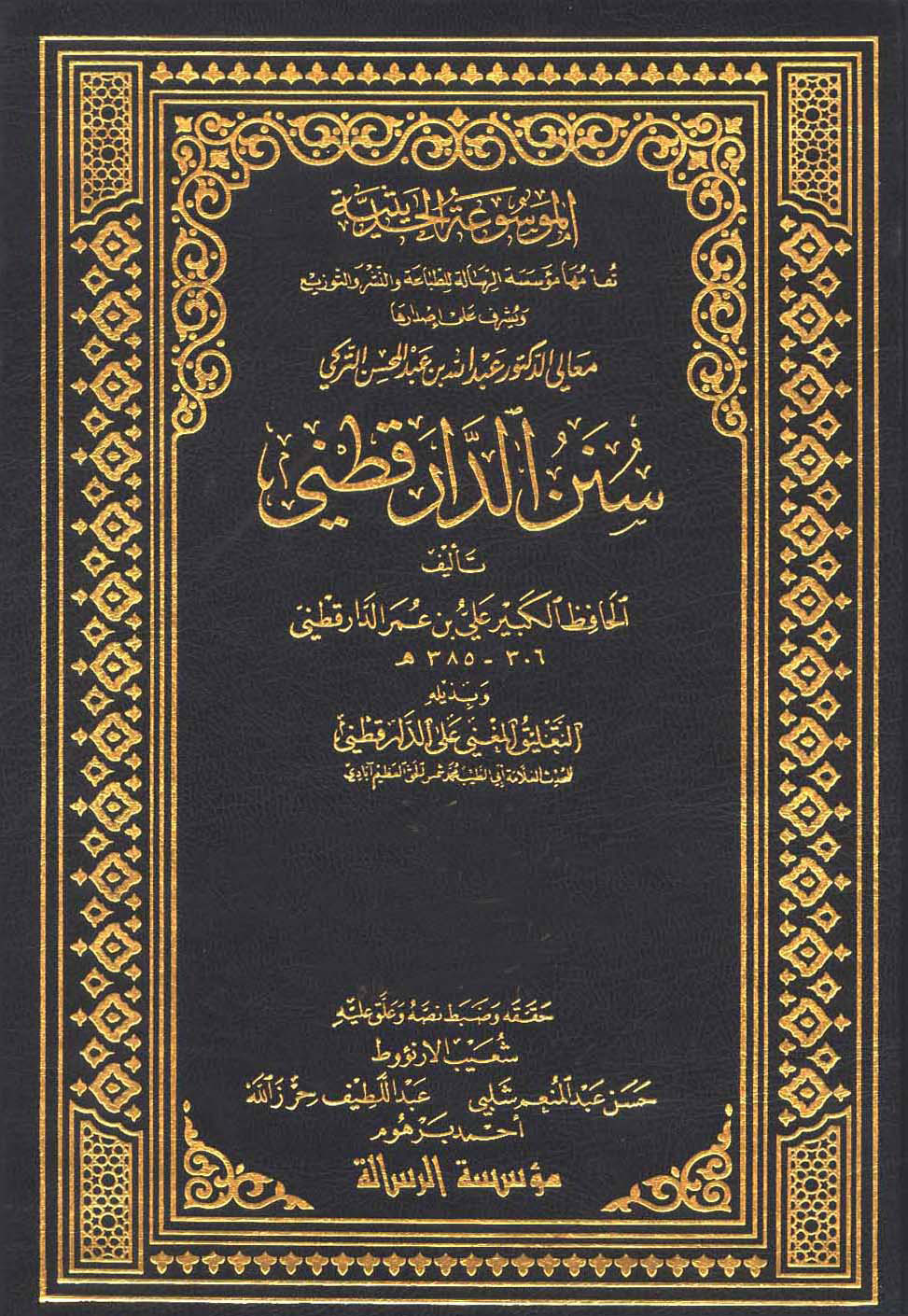

순나(아랍어: سنة)는 특정한 관습을 사회와 개인을 구속하는 규범적 가치로 하여 그것의 강제력을 인정한 것을 말한다.
이슬람 이전의 아랍 사회에서는 종족 공동체의 순나가 가장 중요한 역할을 하고 각 종족은 그들 각자의 선조가 가졌던 순나를 자랑으로 삼고 그 관습에 따라야 한다는 자각을 가지고 있었다. 이에 대하여 《꾸란》은 알라의 순나를 강조하고 메카의 사람들이 조상의 순나에 집착하고 있음을 비난하였다.
순나는 처음에 《꾸란》에 엄밀하게 규정된 것 이외의 이슬람 교단의 관습을 가리켰으나, 법학 형성기에 무함마드의 순나로 한정되게 되었다. 즉, 교단 전체의 관습이 아닌 무함마드 자신이 설정한 관행이 규범으로 인정된 것이다. 그러나 전자의 관습은 '순나에 속하는 것'을 의미하는 '수니파'라는 말에서 찾아볼 수 있다. 이에 대해 '시아파'는 무함마드의 순나는 인정하나 그가 죽은 뒤에 교단이 취한 조치는 인정하지 않는다. 순나에 대한 대립 개념은 '비도아'로 이는 교단의 관습으로부터의 이탈을 의미하여 엄격히 배제된다.

## 같이 보기
- 샤리아